# Akhim et Elioud

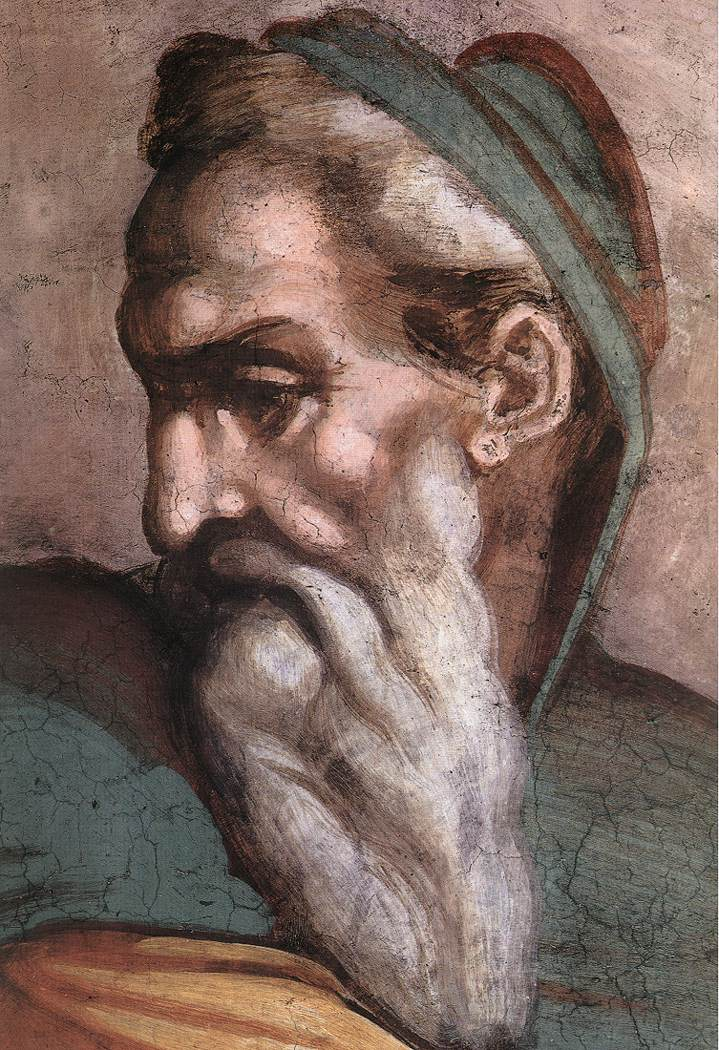
Détail.

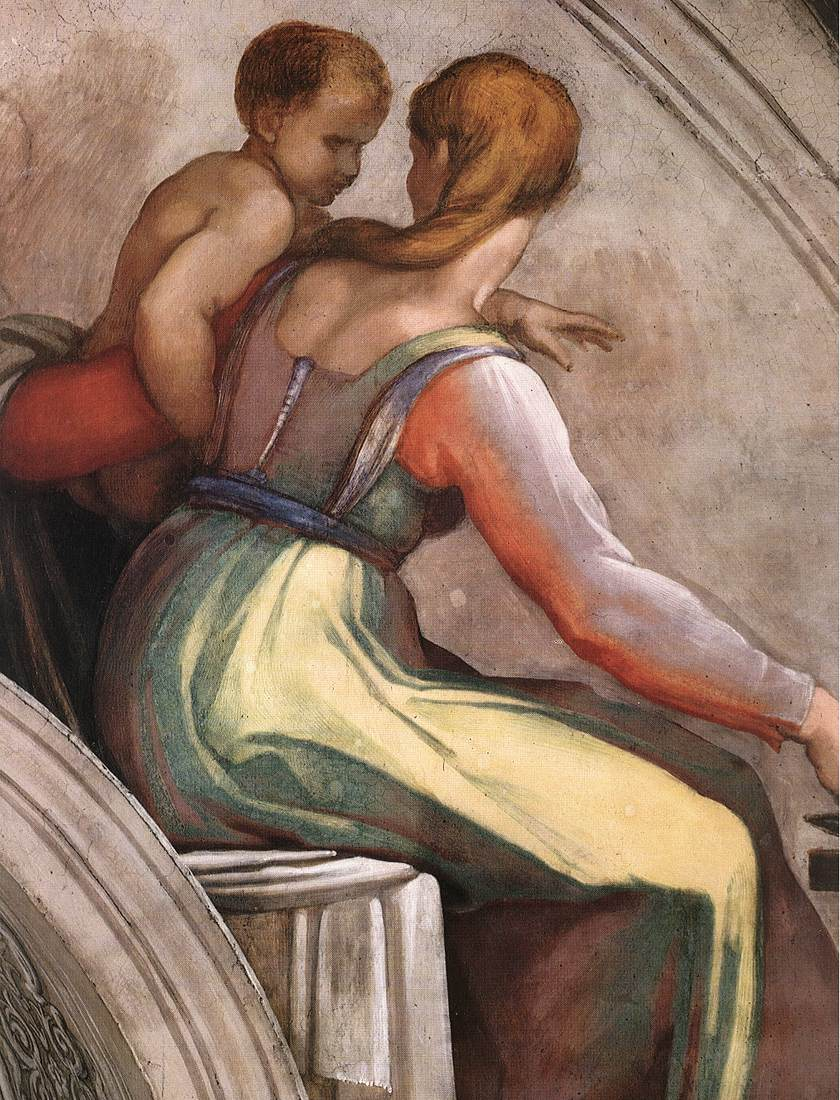
Détail.

Akhim et Elioud est une  fresque réalisée sur une lunette par Michel-Ange vers 1508-1511, laquelle fait partie de la décoration du mur du fond de la chapelle Sixtine, dans les musées du Vatican  à Rome, dans le cadre des travaux de décoration de la voûte, commandés par Jules II. 

## Histoire
Les fresques des lunettes, qui contiennent la série des Ancêtres du Christ, ont été réalisées, comme le reste de la voûte, en deux phases, à partir du mur du fond, en face de l'autel. Les derniers épisodes, d'un point de vue chronologique, des histoires ont donc été les premiers à être peints. À l'été 1511, la première moitié de la chapelle devait être achevée, nécessitant le démontage de l'échafaudage et sa reconstruction dans l'autre moitié. La deuxième phase, qui a débuté en octobre 1511, s'est terminée un an plus tard, juste à temps pour le dévoilement de l'œuvre la veille de la Toussaint 1512.
Parmi les parties les plus noircies de la décoration de la chapelle, les fresques ont été restaurées avec des résultats étonnants en 1986.
La fresque d'Akhim et Elioud est probablement la troisième à être peinte par Michel-Ange.

## Description et style
Les fresques suivent la généalogie de Jésus à partir de l'Évangile selon Matthieu. Akhim et Elioud sont représentés dans la dernière lunette du mur de droite.
Un groupe de personnages est disposé sur chaque moitié de la lunette, entrecoupé du cartouche avec les noms des protagonistes écrits en capitales romaines : « ACHIM / ELIVD ». la fresque a été peinte en quatre « jours » : un pour le cartouche et la partie supérieure du cadre, un pour tout le groupe à droite, deux pour celui de gauche ; comme l'un de ces « jours  » a la forme irrégulière d'un triangle inversé au-dessus de la tête du vieillard, on pense que la scène est le résultat d'une réflexion après coup, le personnage ayant été repeint une seconde fois en une seule fois.
L'identité des personnages est totalement incertaine et il reste très difficile d'établir lequel est l'un et lequel est l'autre. Sur la gauche, un vieil homme est à côté d'une petite fille dans une pose très étudiée et avec une torsion énergétique. L'effet sculptural de sa figure est en grande partie dû à la juxtaposition des genoux avec le nœud formé par les bras entrelacés, le tout accentué par les cadences grandioses de la draperie. Le manteau de couleur orange tombe fortement, suivant également la forme cubique du siège, un détail que l'on retrouve également dans la Vierge à l'escalier (vers 1491). L'homme médite, apparemment abandonné, mais plein d'énergie.
Sur la droite, une mère est avec son fils. La femme, avec beaucoup de naturel, est tournée vers l'enfant, tournant le dos au spectateur, tandis qu'elle étend son bras et sa main pour attraper de la nourriture dans une assiette posée sur un tabouret au premier plan. De ce côté, de subtils passages lumineux marquent les plans en profondeur, avec les zones de fond traitées avec des coups de pinceau liquides et larges, tandis qu'au premier plan, elles sont plus denses et plus pleines. Les effets irisés contribuent à renforcer la plasticité des formes.